# Marcello Marcello
Pour plus de détails, voir Fiche technique et Distribution.
Marcello Marcello est un film du réalisateur suisse Denis Rabaglia sorti en 2008.

## Synopsis
L'intrigue se passe en 1956, sur l'île fictive d'Amatrello.
Une tradition veut que le jour des dix-huit ans d'une jeune fille, tous ses prétendants apportent un cadeau à son père. Celui-ci choisit alors de donner sa fille à celui qui lui aura fait le cadeau le plus plaisant, pour un rendez-vous d'abord.
Cette tradition a toutefois fait que de nombreux couples se sont ainsi formés plus ou moins contre leur gré, créant dans l'île un climat délétère.
Marcello, fils de pêcheur, est amoureux d'Elena, la fille du maire. Pour avoir un rendez-vous avec elle, il décide donc le jour de ses dix-huit ans, d'offrir au père de l'aimée le coq du boucher qui le réveille chaque matin.
Le boucher refuse de donner son coq à Marcello, à moins que celui-ci ne lui apporte deux bouteilles produites par deux sœurs jumelles vieilles filles. Celles-ci vont à leur tour exiger quelque chose de Marcello qui va se voir pris dans un engrenage sans fin, pour pouvoir avoir son coq.

## Fiche technique
- Réalisation : Denis Rabaglia
- Scénario : Mark David Hatwood d'après son roman Marcello's Date
- Dialogues : Denis Rabaglia et Denis Benedittis
- Décors : Marion Schramm et Andi Schraemli
- Costume : Pascale Suter
- Montage : Claudio Di Mauro
- Musique : Henning Lohner
- Producteur : Anne Walser
- Pays d’origine : Suisse
- Date de sortie : 2008

## Distribution
- Francesco Mistichelli: Marcello Romei
- Elena Cucci (VF : Mélanie Dermont) : Elena Del Ponte
- Peppe Lanzetta: Rozzani
- Mariano Rigillo: Sindaco Del Ponte
- Antonio Pennarella: Mariano Romei
- Renato Scarpa: Don Tommaso
- Luca Sepe: Diego
- Luigi Petrazzuolo: Pasquale
- Alfio Alessi: Armando Cesari
- Roberto Bestazzoni: Professor Pizzuti
- Teresa Del Vecchio: Rosetta Palmieri
- Susy Del Giudice: Evangelina di Meo
- Gianfelice Imparato: Pietro
- Maria Pia Calzone: Signora Lombardi

## Lieu de tournage
Le film a été tourné sur l'île de Ventotene, en Ligurie.